# Brad Newley
Bradley Newley, detto Brad (Adelaide, 18 febbraio 1985), è un cestista australiano.

## Carriera
È stato selezionato dagli Houston Rockets al secondo giro del Draft NBA 2007 (54ª scelta assoluta).
Con l'Australia ha disputato due edizioni dei Giochi olimpici (Pechino 2008, Londra 2012), tre dei Campionati mondiali (2006, 2010, 2014), cinque dei Campionati oceaniani (2005, 2007, 2009, 2011, 2015) e i Campionati asiatici del 2017.